# Palicoides longimanus
Palicoides longimanus is een krabbensoort uit de familie van de Palicidae. De wetenschappelijke naam van de soort is voor het eerst geldig gepubliceerd in 1936 door Miyake.
De Palicoides longimanus komt voor in het westen van de Grote Oceaan, tot op een diepte van 57m.